# Orden Militar de Santiago de la Espada

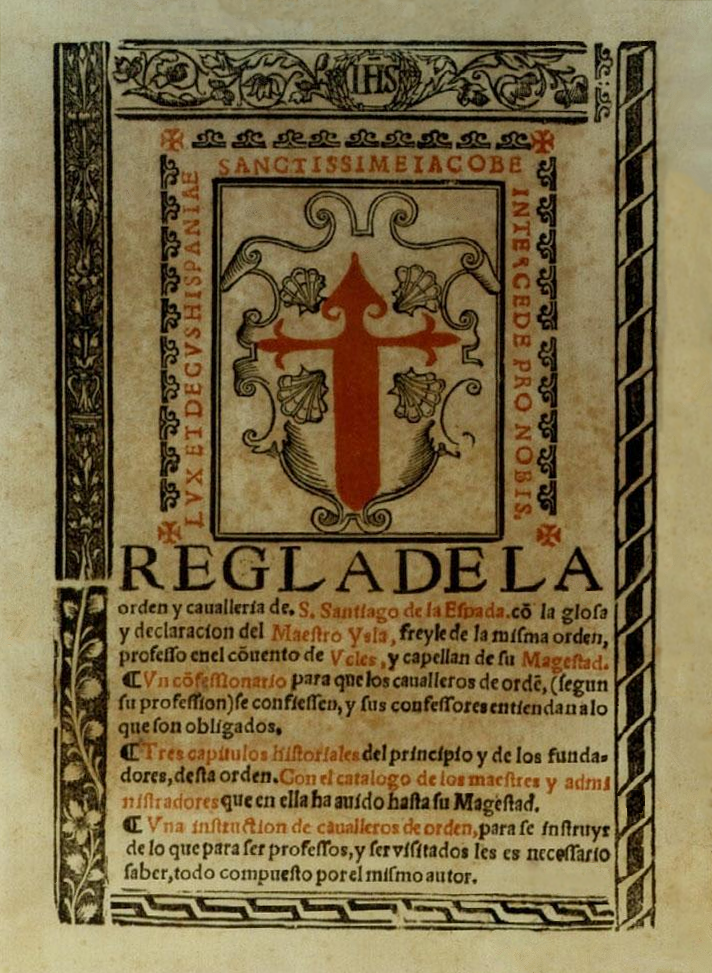
Reglamento de 1547 de la Orden de Santiago de la Espada.

La Antigua, Nobilísima y Esclarecida Orden Militar de Santiago de la Espada, del Mérito Científico, Literario y Artístico (en portugués: Antiga, Nobilíssima e Esclarecida Ordem Militar de Sant'Iago da Espada, do Mérito Científico, Literário e Artístico) es una condecoración portuguesa. Premia el mérito literario, científico y artístico.
La Orden forma parte de las conocidas como «Antiguas Órdenes Militares». Tiene la misma divisa que la española Orden de Santiago, de la que es heredera, y la cinta de color púrpura.

## Historia
La orden tiene su origen en la Orden de Santiago fundada en 1170, por Pedro Fernández de Castro y Fernando II de León, rey de León (1157-1188).
Su introducción en Portugal está documentada en fecha próxima al año de 1172, habiendo desempeñado un factor de relevancia durante la Reconquista. La orden pasó definitivamente a Portugal hacia 1326. Juan III se declaró su gran maestre y han seguido siéndolo sus sucesores. Hasta su independencia de la de León, en el siglo XIII, la orden, en Portugal, constituía la comendaduría de Portugal. El reconocimiento papal de la independencia del ramo "português" de la orden ocurrió en 1288, por la bula "Pastoralis officii", del papa Nicolás IV. Y, así permaneció de hecho, pese a las protestas de Castilla hasta que en 1452, el papa Nicolás V por la bula "Ex apostolice sedis", reconocía definitivamente la independencia de la orden en Portugal, con el Infante D. Fernando, duque de Viseu y de Beja.
Fue reformada en 1789, por la reina D. María I para premiar exclusivamente el mérito civil.
Sufrió una nueva reforma en 1862, llegando a extinguirse en 1910, con la implantación de la república el 5 de octubre de ese año, junto con todas las restantes órdenes honoríficas de la monarquía. Sin embargo, a partir de 1917 las órdenes fueron poco a poco recuperándose. El 8 de noviembre de 1919 fue restablecida la Antigua, Nobilísima y Esclarecida Orden Militar de Santiago de la Espada, del Mérito Científico, Literario e Artístico.

## Grados
Esta orden tiene seis grados, colocados por orden ascendente: 
- Caballero o Dama (CvSE o DmSE);
- Oficial (OSE);
- Comendador o Comendadora (ComSE);
- Gran-Oficial (GOSE);
- Gran-Cruz (GCSE);
- Gran-Collar (GColSE).

También tiene el grado de Miembro-Honorario (MHSE) para instituciones.
Los honores de la Orden los otorga el presidente de la República Portuguesa, que ocupa el cargo de Gran-Maestre.